# Leichtathletik-Weltmeisterschaften 2013/3000 m Hindernis der Frauen

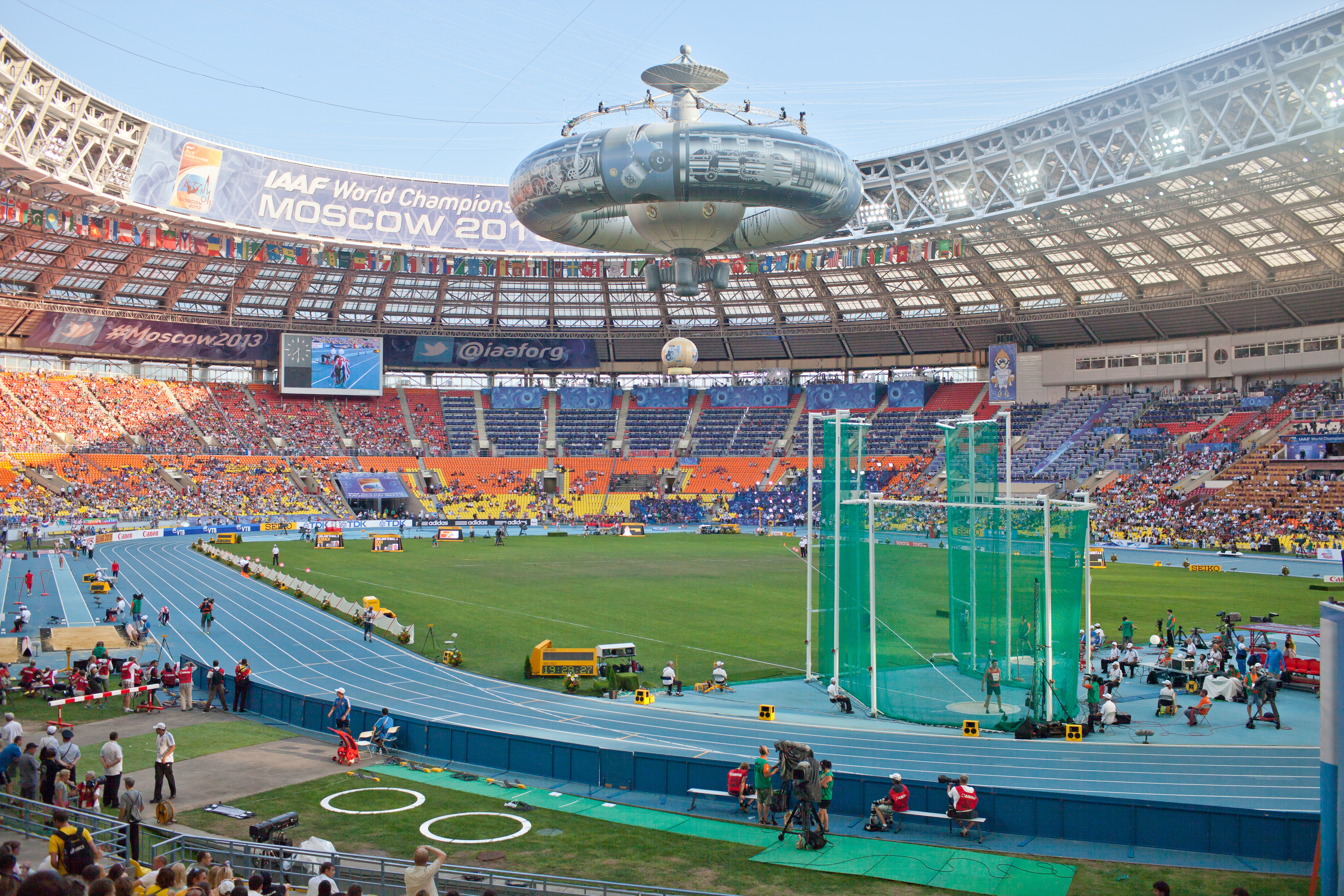
Das Olympiastadion Luschniki während der Weltmeisterschaften

Der 3000-Meter-Hindernislauf der Frauen bei den Leichtathletik-Weltmeisterschaften 2013 wurde am 10. und 13. August 2013 im Olympiastadion Luschniki der russischen Hauptstadt Moskau ausgetragen.
In diesem Wettbewerb erzielten die Hindernisläuferinnen aus Kenia einen Doppelsieg. Es gewann die zweifache Vizeweltmeisterin (2009/2011) und Afrikameisterin von 2010 Milcah Chemos Cheywa. Silber ging an Lidya Chepkurui. Rang drei belegte die äthiopische Olympiazweite von 2012 und Vizeafrikameisterin von 2010 Sofia Assefa.

## Bestehende Rekorde
| Weltrekord | 8:58,81 min | Gulnara Galkina    | OS 2008 in Peking, Volksrepublik China | 17. August 2008 |
| WM-Rekord  | 9:06,57 min | Jekaterina Wolkowa | WM 2007 in Osaka, Japan                | 27. August 2007 |

Der bestehende WM-Rekord wurde bei diesen Weltmeisterschaften nicht eingestellt und nicht verbessert.
Es wurden eine Weltjahresbestleistung und ein Landesrekord aufgestellt:
- Weltjahresbestleistung: 9:11,65 min – Milcah Chemos Cheywa (Kenia), Finale am 13. August
- Landesrekord: 9:35,66 min – Silwija Danekowa (Bulgarien), zweiter Vorlauf am 10. August

## Vorrunde
Die Vorrunde wurde in zwei Läufen durchgeführt. Die ersten fünf Athletinnen pro Lauf – hellblau unterlegt – sowie die darüber hinaus fünf zeitschnellsten Läuferinnen – hellgrün unterlegt – qualifizierten sich für das Viertelfinale.

### Vorlauf 1
10. August 2013, 17:20 Uhr
| Platz | Name                  | Nation      | Zeit (min) |
| ----- | --------------------- | ----------- | ---------- |
| 1     | Milcah Chemos Cheywa  | Kenia       | 09:36,16   |
| 2     | Hyvin Kiyeng          | Kenia       | 09:36,19   |
| 3     | Sofia Assefa          | Äthiopien   | 09:36,66   |
| 4     | Walentyna Schudina    | Ukraine     | 09:37,79   |
| 5     | Salima Elouali Alami  | Marokko     | 09:39,95   |
| 6     | Gesa Felicitas Krause | Deutschland | 09:42,19   |
| 7     | Amina Bettiche        | Algerien    | 09:45,50   |
| 8     | Sandra Eriksson       | Finnland    | 09:45,57   |
| 9     | Shalaya Kipp          | USA         | 09:45,97   |
| 10    | Beverly Ramos         | Puerto Rico | 09:49,60   |
| 11    | Ljudmila Lebedewa     | Russland    | 09:50,64   |
| 12    | Sudha Singh           | Indien      | 09:51,05   |
| 13    | Charlotta Fougberg    | Schweden    | 09:59,17   |
| 14    | Natalya Aristarkhova  | Russland    | 10:10,26   |

Im ersten Vorlauf ausgeschiedene Hindernisläuferinnen:

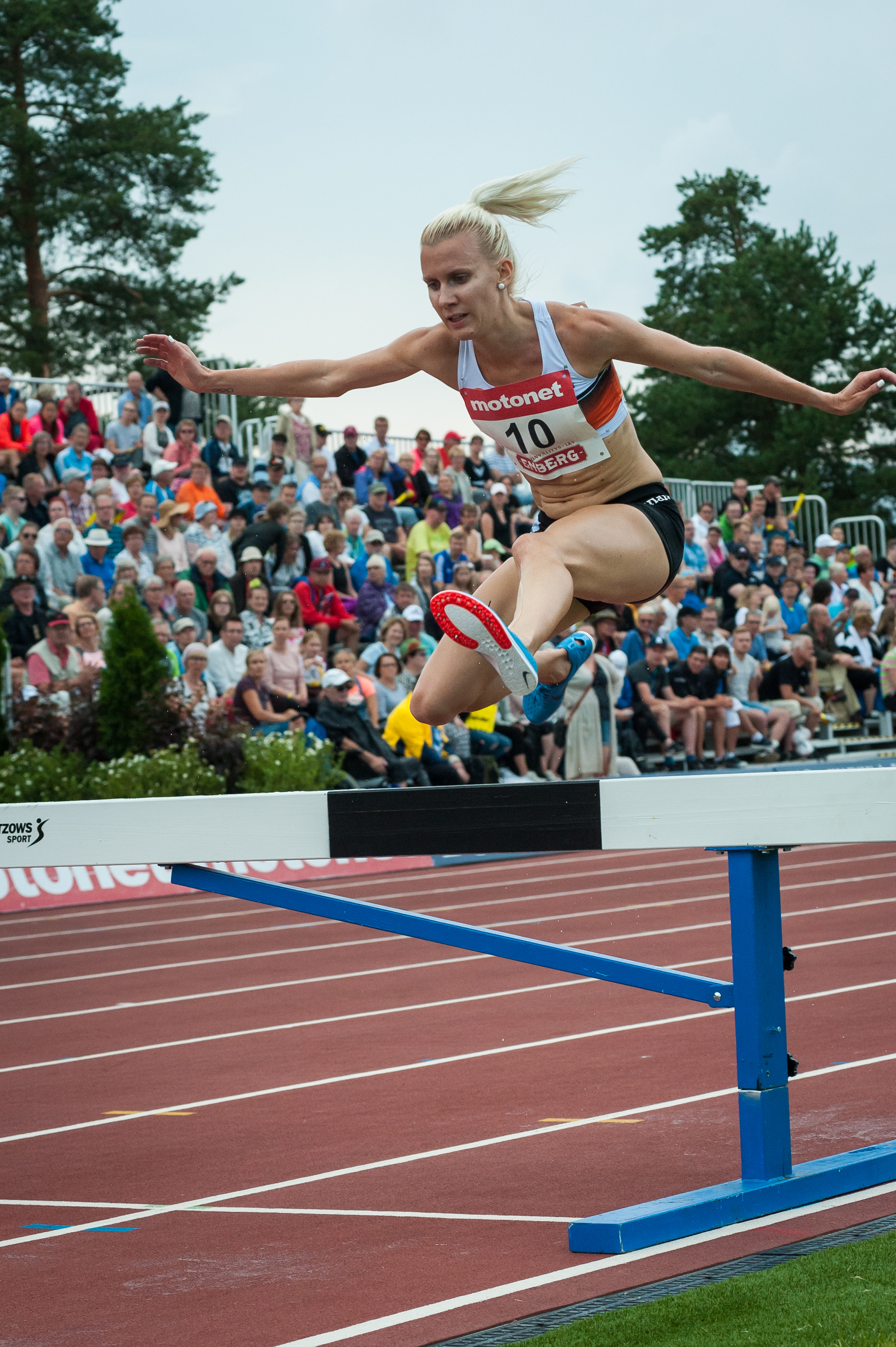
Sandra Eriksson Rang acht in 9:45,57 min
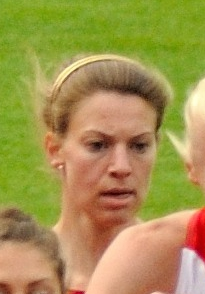
Shalaya Kipp Rang neun in 9:45,97 min
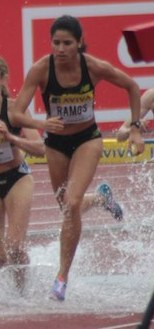
Beverly Ramos Rang zehn in 9:49,60 min
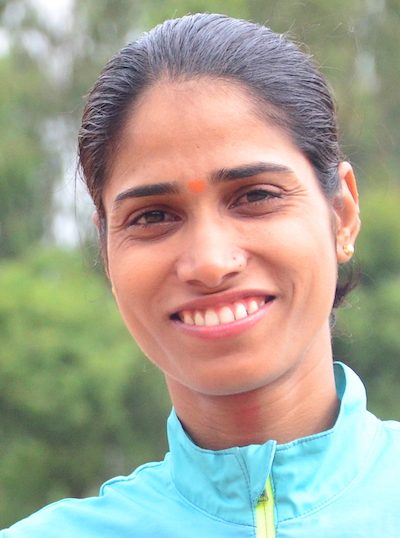
Sudha Singh Rang zwölf in 9:51,05 min
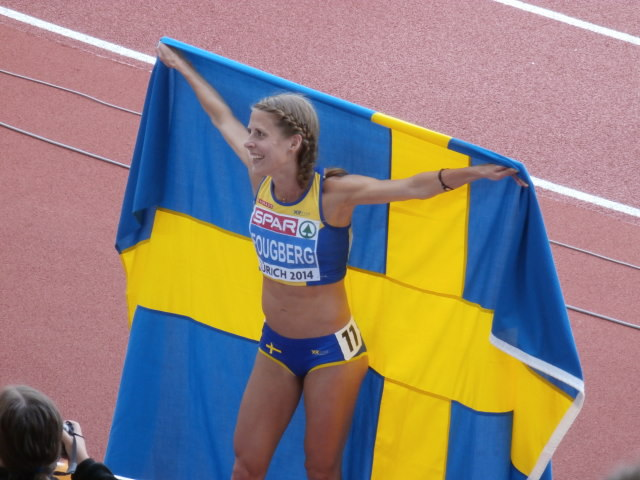
Charlotta Fougberg (hier nach ihrem Silbermedaillengewinn bei den Europameisterschaften 2014) – Rang dreizehn in 9:59,17 min

### Vorlauf 2
10. August 2013, 17:36 Uhr
| Platz | Name                     | Nation         | Zeit (min)                       |
| ----- | ------------------------ | -------------- | -------------------------------- |
| 1     | Etenesh Diro             | Äthiopien      | 9:24,02                          |
| 2     | Lidya Chepkurui          | Kenia          | 9:24,19                          |
| 3     | Hiwot Ayalew             | Äthiopien      | 9:24,49                          |
| 4     | Antje Möldner-Schmidt    | Deutschland    | 9:29,27                          |
| 5     | Silwija Danekowa         | Bulgarien      | 9:35,66 NR                       |
| 6     | Ancuța Bobocel           | Rumänien       | 9:35,78                          |
| 7     | Eilish McColgan          | Großbritannien | 9:35,82                          |
| 8     | Diana Martín             | Spanien        | 9:39,22                          |
| 9     | Natalja Gortschakowa     | Russland       | 9:42,12                          |
| 10    | Katarzyna Kowalska       | Polen          | 9:44,12                          |
| 11    | Ashley Higginson         | USA            | 9:45,78                          |
| 12    | Gladys Jerotich Kipkemoi | Kenia          | 9:54,22                          |
| 13    | Nicole Bush              | USA            | 9:58,03                          |
| DSQ   | Kaltoum Bouaasayriya     | Marokko        | IAAF Rule 163.3 – Bahnübertreten |
| DSQ   | Fabienne Schlumpf        | Schweiz        | IAAF Rule 163.3 – Bahnübertreten |

Im zweiten Vorlauf ausgeschiedene Hindernisläuferinnen:

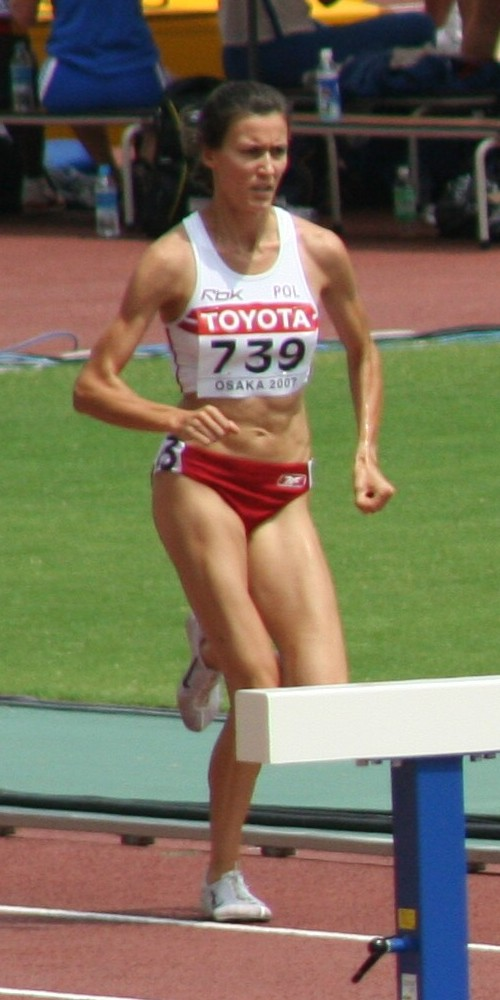
Katarzyna Kowalska Rang zehn in 9:44,12 min
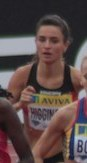
Ashley Higginson Rang elf in 9:45,78 min
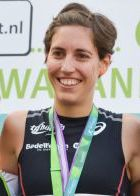
Fabienne Schlumpf (hier nach ihrem EM-Silber 2016) – disqualifiziert wegen Bahnübertretung

## Finale

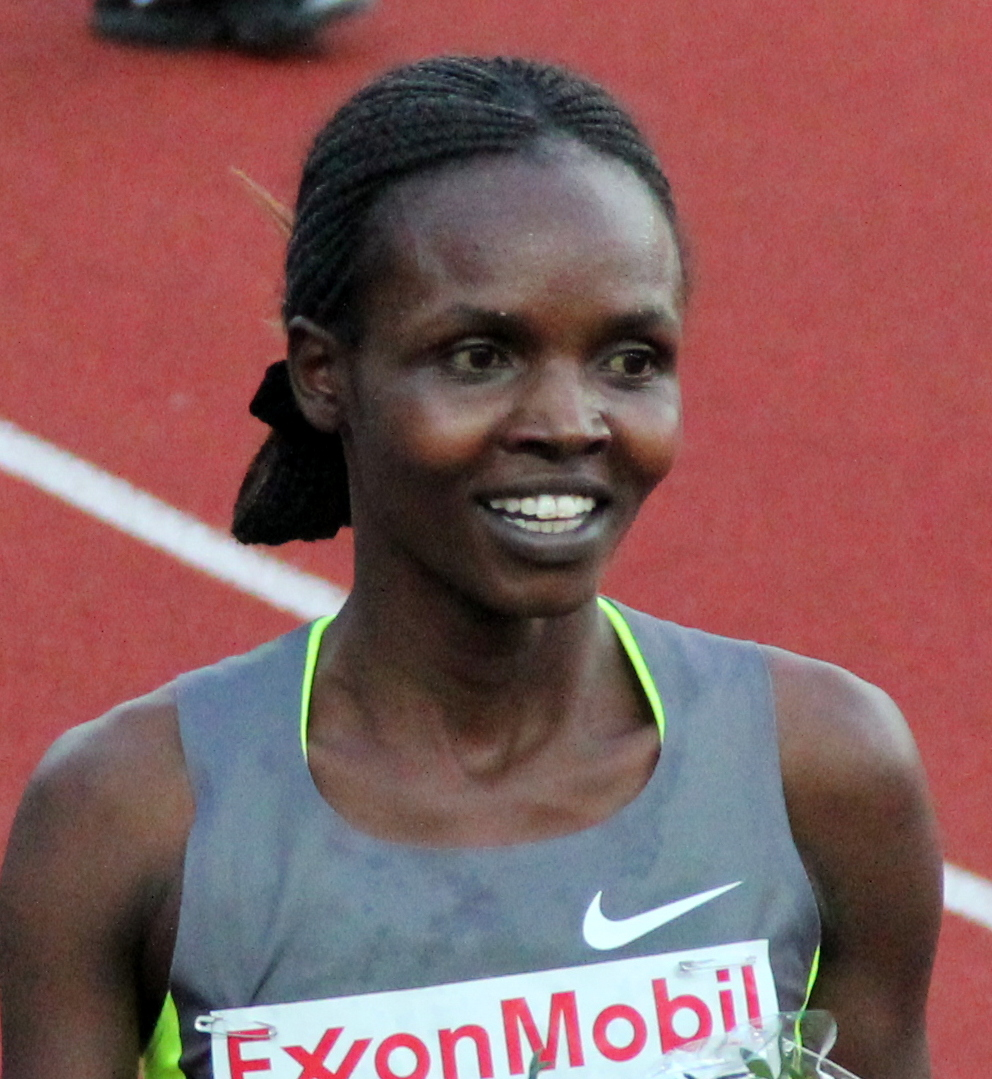
Nach zweimal WM-Silber (2009/2011) gab es nun Gold für Milcah Chemos Cheywa

13. August 2013, 21:25 Uhr
| Platz | Name                  | Nation         | Zeit (min)  |
| ----- | --------------------- | -------------- | ----------- |
| 1     | Milcah Chemos Cheywa  | Kenia          | 09:11,65 NR |
| 2     | Lidya Chepkurui       | Kenia          | 09:12,55    |
| 3     | Sofia Assefa          | Äthiopien      | 09:12,84    |
| 4     | Hiwot Ayalew          | Äthiopien      | 09:15,25    |
| 5     | Etenesh Diro          | Äthiopien      | 09:16,97    |
| 6     | Hyvin Kiyeng          | Kenia          | 09:22,05    |
| 7     | Walentyna Schudina    | Ukraine        | 09:33,73    |
| 8     | Antje Möldner-Schmidt | Deutschland    | 09:34,06    |
| 9     | Gesa Felicitas Krause | Deutschland    | 09:37,11    |
| 10    | Eilish McColgan       | Großbritannien | 09:37,33    |
| 11    | Diana Martín          | Spanien        | 09:38,30    |
| 12    | Natalja Gortschakowa  | Russland       | 09:38,57    |
| 13    | Ancuța Bobocel        | Rumänien       | 09:53,35    |
| 14    | Silwija Danekowa      | Bulgarien      | 09:58,57    |
| 15    | Salima Elouali Alami  | Marokko        | 10:08,36    |

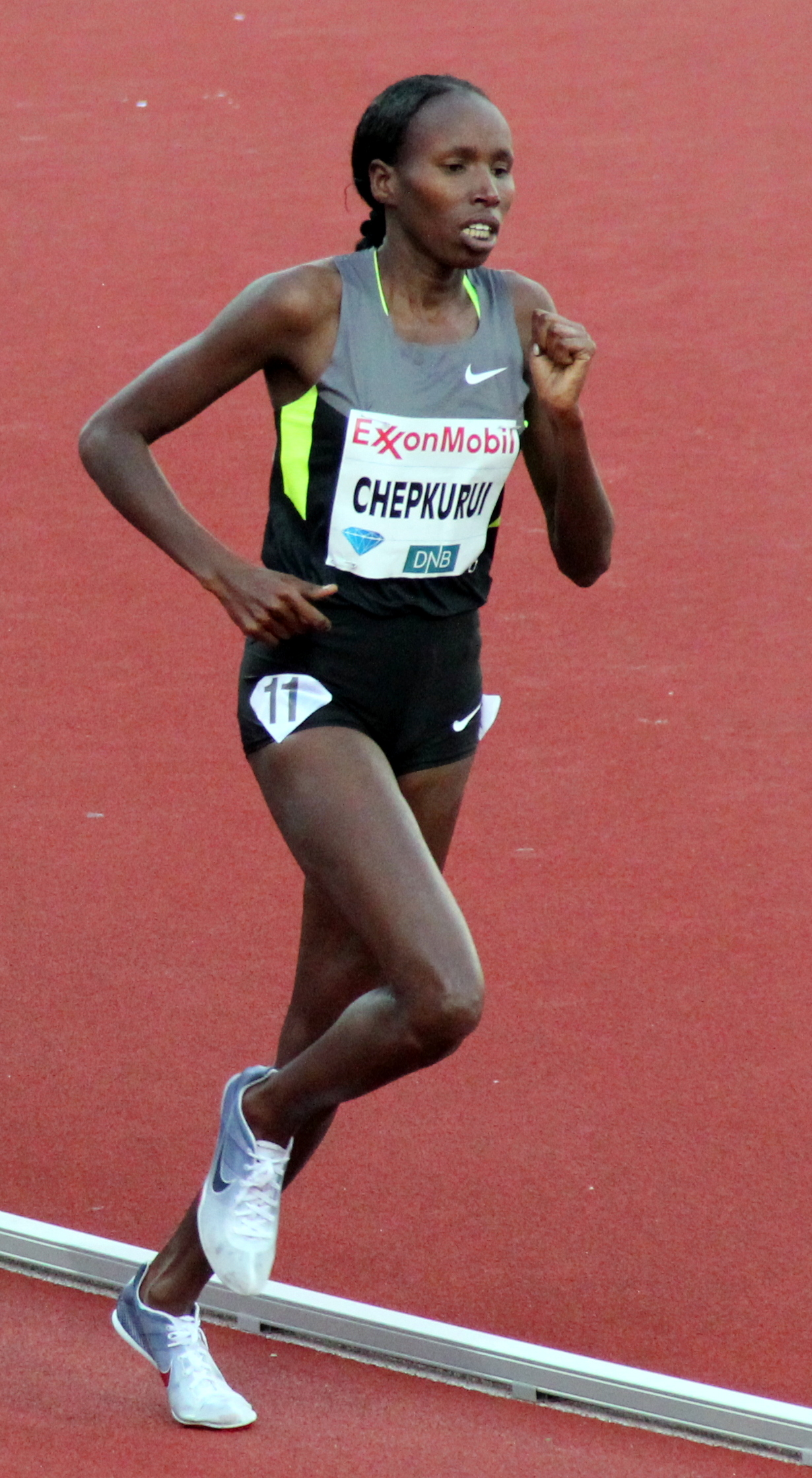
Vizeweltmeisterin Lidya Chepkurui
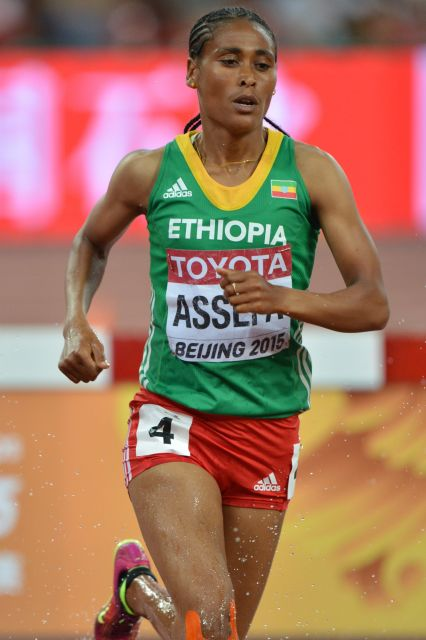
Bronze gab es für die Olympiazweite von 2012 Sofia Assefa
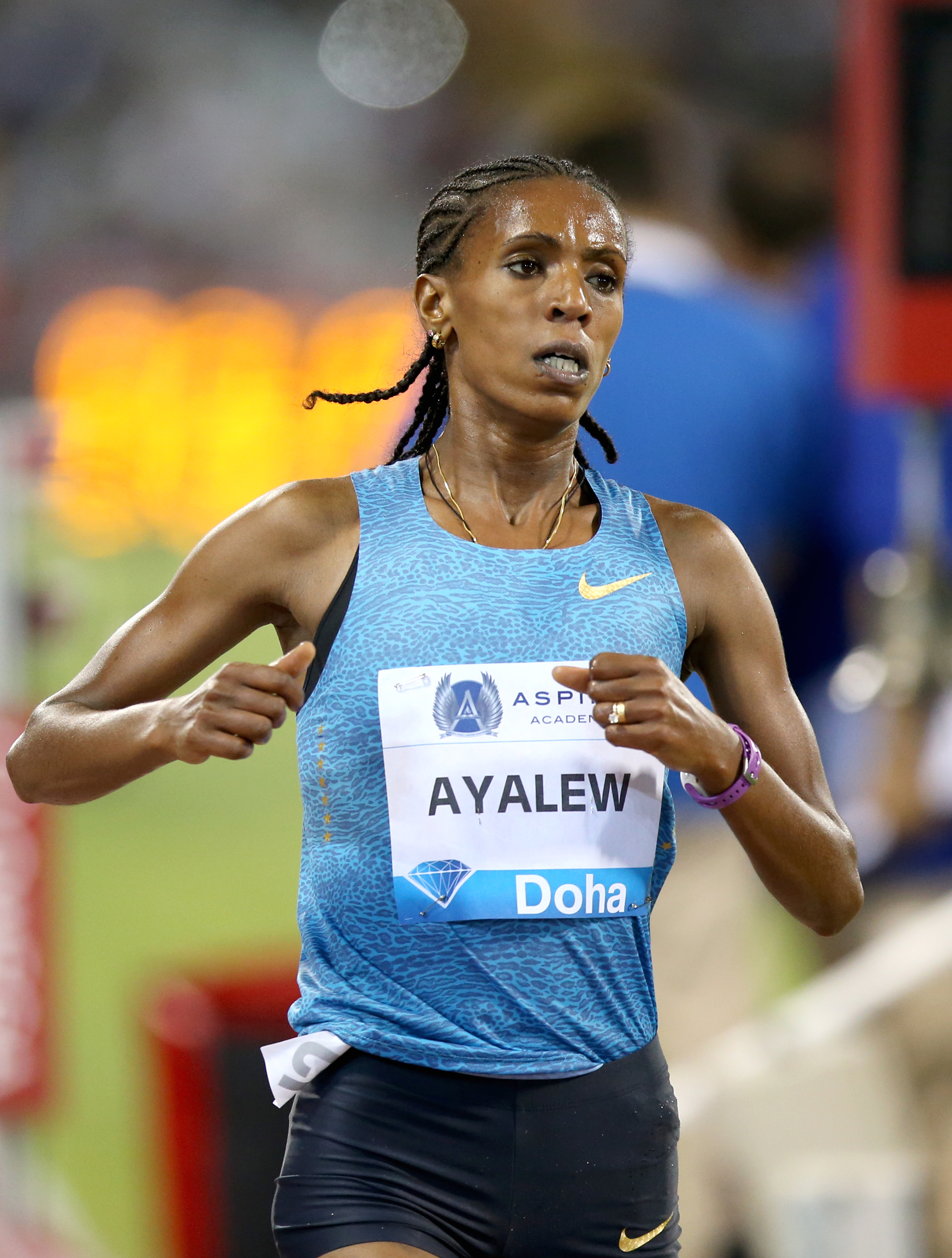
Hiwot Ayalew kam auf den vierten Platz
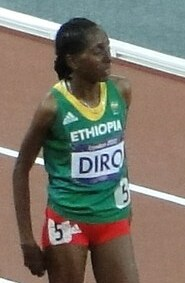
Etenesh Diro wurde Fünfte
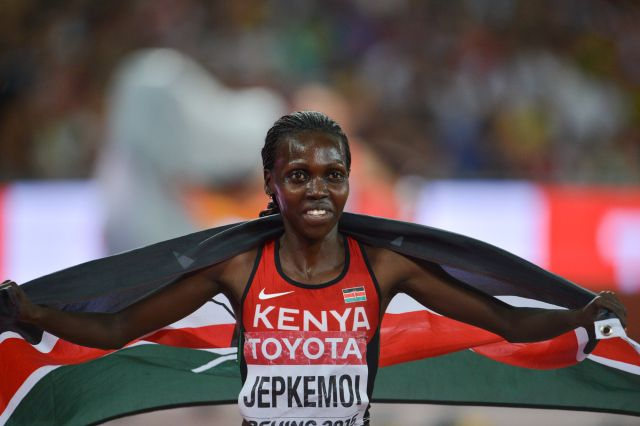
Hyvin Kiyeng (auf dem Foto nach ihrem WM-Titel 2015) belegte Rang sechs
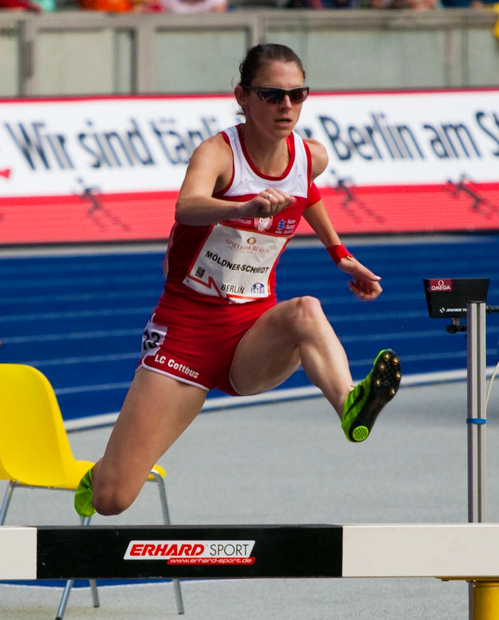
Antje Möldner-Schmidt – Platz acht
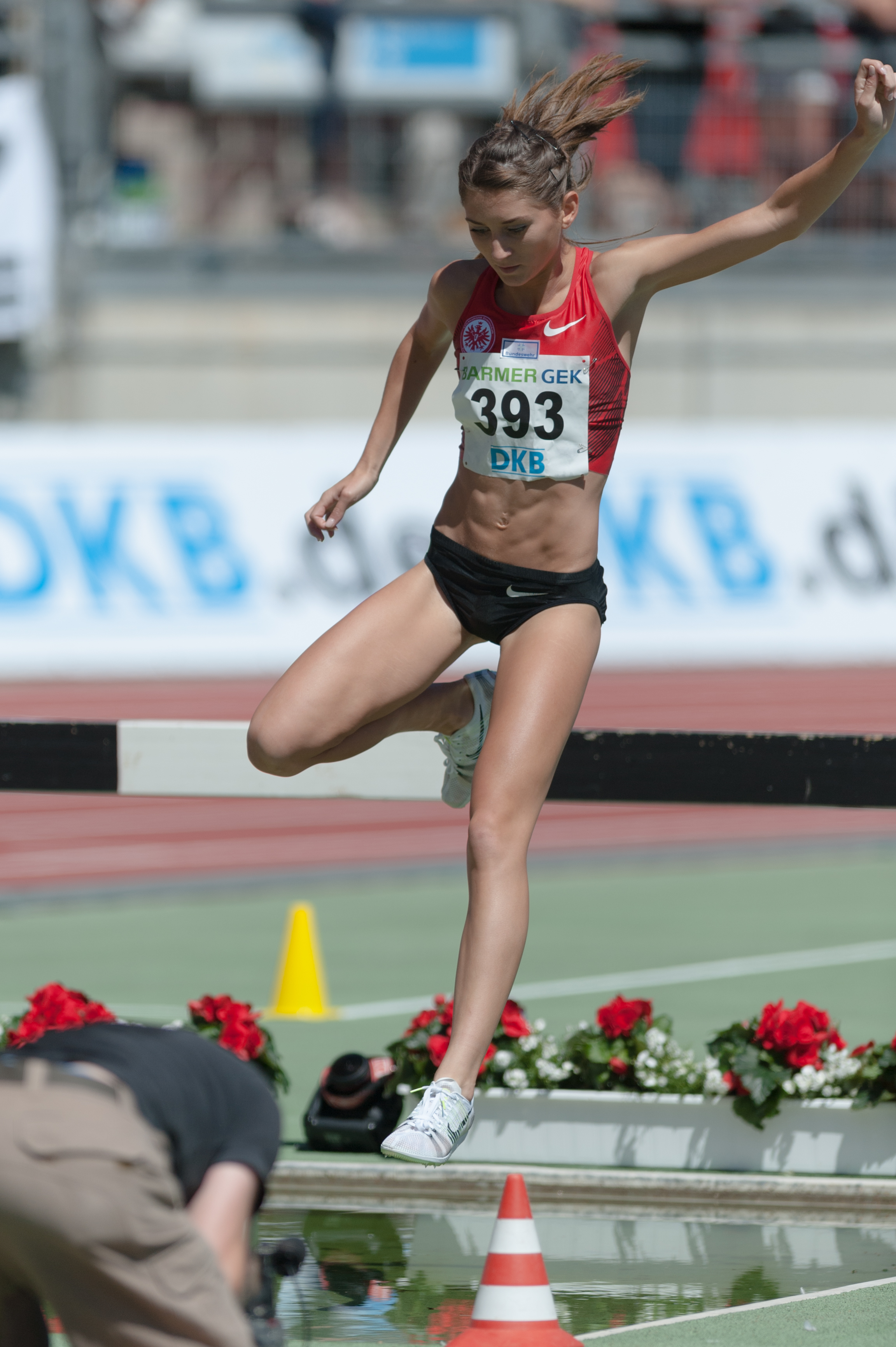
Die neuntplatzierte Gesa Felicitas Krause
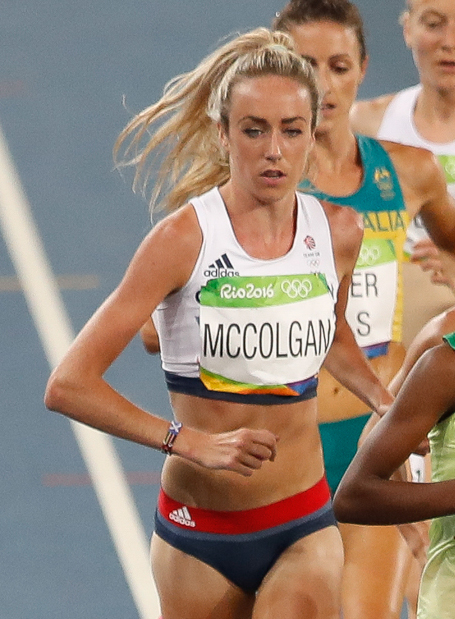
Eilish McColgan erreichte Platz zehn
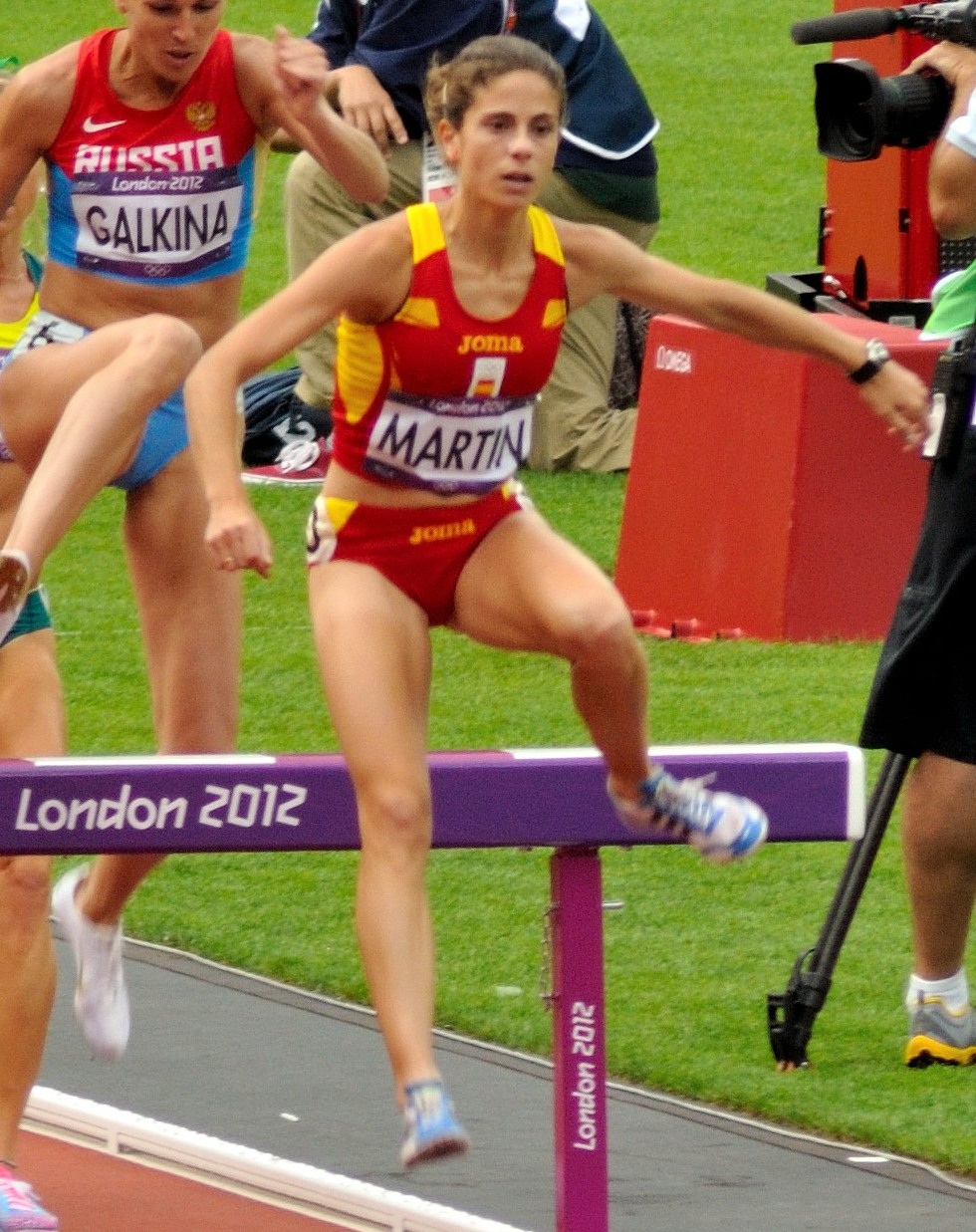
Rang elf für Diana Martín
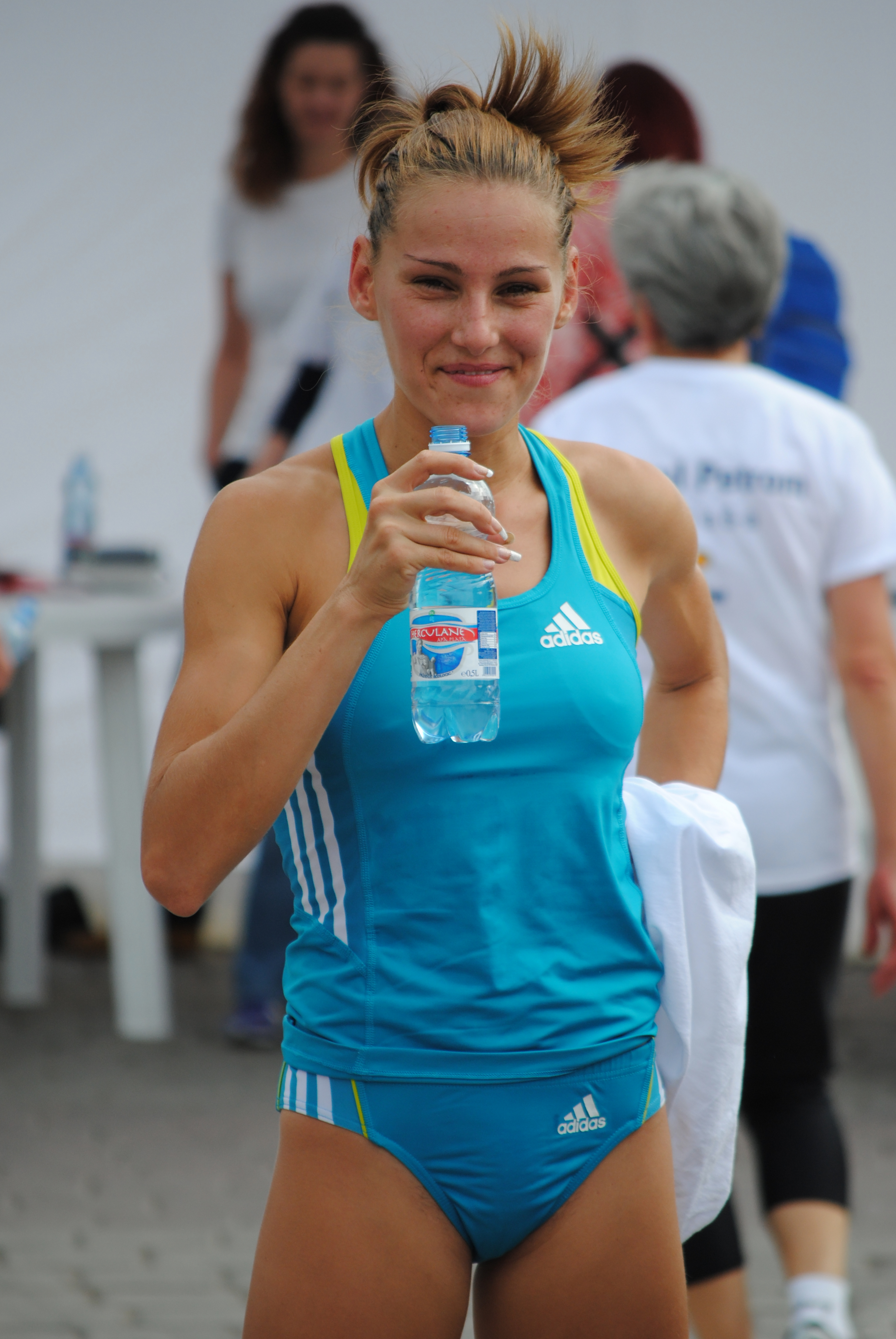
Ancuta Bobocel – Platz dreizehn
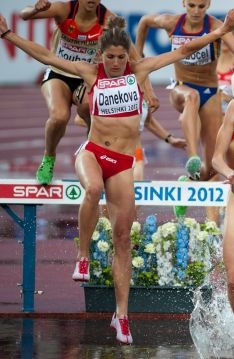
Silvia Dânekova – Platz vierzehn
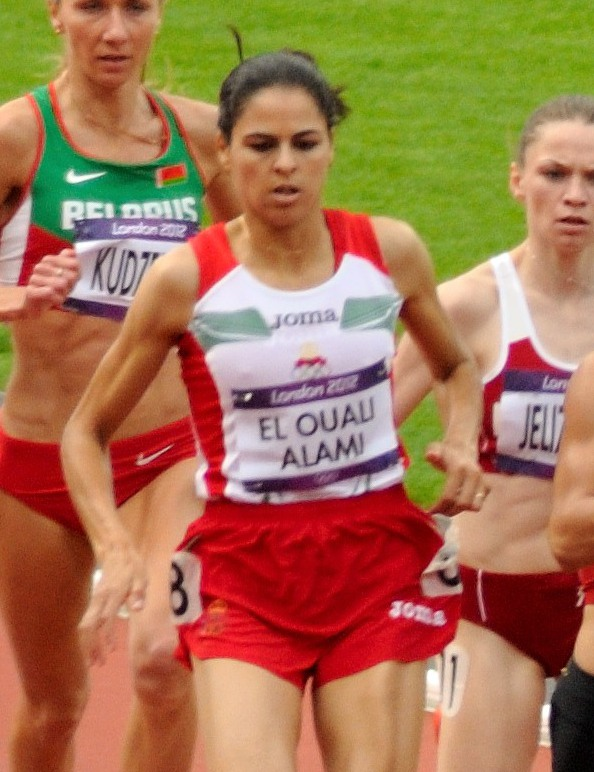
Salima Elouali Alami – Platz fünfzehn

## Video
- World Championship Moscow 2013 Woman 3000 steeple chase final, youtube.com, abgerufen am 3. Februar 2021